# Accursia

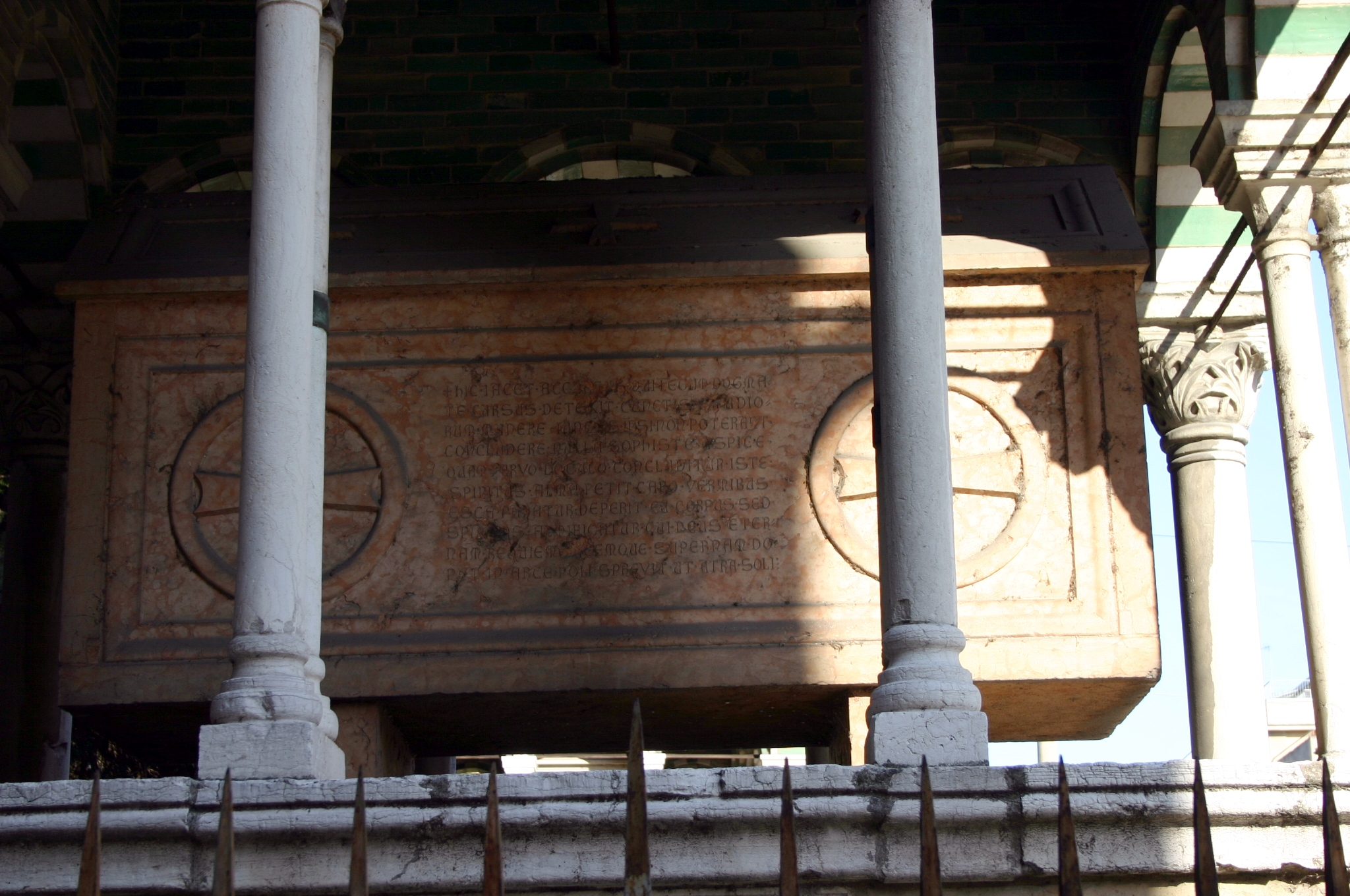
L'arca degli Accursi a Bologna.

Accursia, o Accorsa (Bologna, 1230 – Bologna, 1281), è stata una giurista italiana, la cui esistenza è stata rimessa in discussione.

## Biografia
Accursia sarebbe stata figlia del grande glossatore Accursio: secondo Guido Panciroli, Accursia avrebbe insegnato anch'essa Diritto nello Studio bolognese Accursia divenne pertanto il modello di donna colta, capace di svolgere le attività riservate dalla società agli uomini. Ad Accursia venne attribuito fra l'altro un opuscolo, Dissertatio de literati matrimonio, di cui tuttavia si sono perse le tracce.
Dubbi sull'esistenza di Accursia nacquero nel XVIII secolo, dopo che il padre camaldolese Mauro Sarti, storico dell'università di Bologna, non trovò traccia della giurista negli antichi documenti dello Studio. La più antica menzione di Accursia si trova infatti in un documento del giurista Alberico da Rosciate (1290-1360), il quale tuttavia ne parlava già come di diceria («audivi quod Accursius unam filiam habuit, quae actu legebat Bononiae, ecc.»); ma le cautele di Alberico non impedirono che la fama di Accursia si sviluppasse e che, anzi, le si attribuissero altri inverosimili dati biografici.
Tra i sostenitori della sua esistenza vi fu anche Alessandro Macchiavelli, che operò per imporre la vulgata delle dotte bolognesi laureatisi all'Alma Mater in tempi antichi, anche attraverso la produzione di falsi storici.
Tra gli scettici si ricorda in particolare Girolamo Tiraboschi, che riprende il Sarti e svela le falsificazioni del Macchiavelli.